# Aeroporto Internacional Rosario Islas Malvinas
O Aeroporto Internacional de Rosário - Islas Malvinas serve está localizado à 13 km de Rosário, na província argentina de Santa Fé. 

## Companhias aéreas e destinos

### Nacionais
| Cia Aéreas                   | Destinos |
| ---------------------------- | --- |
| Aerolíneas Argentinas        | Buenos Aires-Aeroparque, Buenos Aires-Ezeiza, Cordoba, El Calafate, Mendonza, Puerto Iguazu, Reconquista, San Carlos de Bariloche, Santa Fé |
| Avianca Argentina (em breve) | Córdoba, Tucumán - Inicia em 2018 |

### Internacionais
| Cias Aéreas                    | Destinos                                   |
| ------------------------------ | ------------------------------------------ |
| Amaszonas Uruguay (Em breve)   | Montevidéu - Inicia em 2018                |
| Azul Linhas Aéreas             | Recife, Campinas, Cuiabá, Porto Alegre     |
| Azul Uruguai (Em breve)        | Montevidéu - Inicia até dezembro/17        |
| Copa Airlines                  | Cidade do Panamá                           |
| Gol Linhas Aéreas Inteligentes | Rio de Janeiro-Galeão, São Paulo-Guarulhos |
| TAM Linhas Aéreas              | São Paulo-Guarulhos                        |